# Aïda Lorenzo Rosa
Aïda Lorenzo Rosa (Figueres, Alt Empordà, 1937) és una activista antifranquista catalana.
Quan tenia 13 mesos van afusellar el seu pare, Juan Lorenzo Alcalde, un guàrdia civil republicà. Va estudiar a Figueres, on el Patronato de San Pablo per a fills d'afusellats li va pagar els estudis.
Poc després va marxar del poble i el 1957 va arribar a París i s'hi va quedar fins al 1999, quan torna a Catalunya amb la seva filla Esther Llorenç, per tal recuperar la memoria històrica del seu pare i treballar perquè es reconegui el genocidi franquista. És la fundadora i presidenta de l'Associació de Familiars de Represaliats pel Franquisme, entitat que va rebre el 2006 la Creu de Sant Jordi.

## Obres (escrites ambEsther Llorenç
- Dones republicanes (2006)
- Hores de vetlla. Testimonis de 35 represaliats pel franquisme (2005)
- Republicans represaliats pel franquisme (2007)
- La causa contra l'AFARE i altres judicis (2008)
- República, Guerra Civil, repressió franquista (2009)
- El Sumari Del President Companys i altres causes
- L'afusellament de Josep Fàbrega i Pou, Diputat del Parlament de Catalunya i altres judicis (2009)
- Oblidats de tots : Guàrdies Civils i carrabiners lleials a la República: relació de Guàrdies Civils i carrabiners afusellats a les comarques de Girona i a Catalunya (2009)
- Vides immolades pel franquisme (2012)
- Memòria perduda (2012)
- Morts per la República Catalana (2015)
- La llarga repressió franquista a les comarques Gironines de 1938 a 1952 : llista de les persones afusellades residents i/o nascudes a la província de Girona amb procediment judicial militar sumaríssim (2015)